# Yangpyeong-dong
Yangpyeong-dong (koreanska: 양평동) är en stadsdel i stadsdistriktet Yeongdeungpo-gu i Sydkoreas huvudstad Seoul.

## Indelning
Administrativt är Yangpyeong-dong indelat i:
| Namn    | Namn                  | Yta km² | Invånare 31 dec 2020 |
| ------- | --------------------- | ------- | -------------------- |
| 양평1동 | Yangpyeong 1(il)-dong | 0,88    | 17 702               |
| 양평2동 | Yangpyeong 2(i)-dong  | 3,00    | 22 603               |